# クリーター
クリエイター（Kreator。日本ではクリーターとも表記する。その詳細は#補足・備考で説明する。）は、ドイツ出身のスラッシュメタル・バンド。
同国スラッシュ・シーンの草創から活動してきた実績を持ち、日本では「ソドム」「デストラクション」と並んで『ジャーマンスラッシュ三羽ガラス (Dreigestirn des deutschen Thrash Metal) 』とも称されるジャーマンメタルの代表的グループ。

## 略歴

### 1980年代

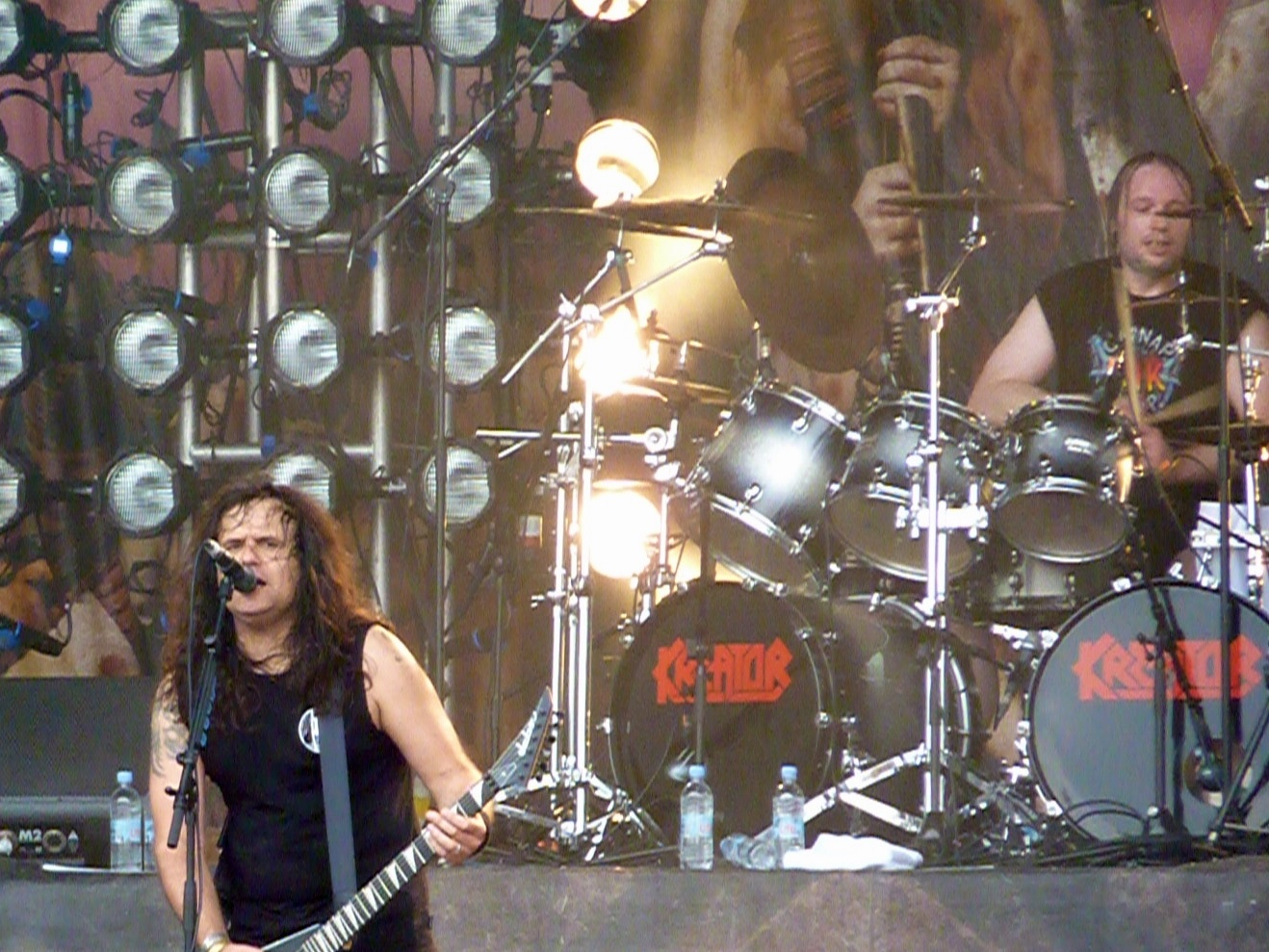
創設メンバー ミレ(Vo/G) & ヴェンター(Ds)

- 1982年に旧西ドイツのエッセンで前身バンド・トーメンター (Tormentor) が結成される。オリジナルラインアップはミランド・"ミレ"・ペトロッツァ (Vo,G) 、ユルゲン・"ヴェンター"・レイル (Ds) 、ロブ・フィオレッティ (B) 。TORMENTORとして2本のデモテープを作り、アンダーグラウンド・シーンで話題になる。ちなみに、デモ音源のうち4曲は、現在『Endless Pain』の再発盤（輸入盤のみ）にボーナストラックとして収録されている。

- 1985年にドイツのヘヴィメタル専門レーベル、ノイズ・レコードと契約を結び、バンド名をクリエイター (Kreator) に改名しデビューアルバム『Endless Pain』をリリース。このときミレ・ペトロッツァは17歳であった。その後、ギタリストに元ソドムのデストラクターことミヒャエル・ウルフ (G) を迎えるが、技術不足を理由にたった1回のギグだけでクビにする。

- 1986年、2ndアルバム『Pleasure to Kill』、シングル『Flag Of Hate』をリリース。その後、ギタリストにイェルク・トリッツェを迎える。

- 1987年に3rdアルバム『Terrible Certainty』をリリースし、続いてミニアルバム『Out of the Dark... Into the Light』をリリース。

- 1988年に、メジャー・レーベルのエピック・レコードと契約する。

- 1989年、4thアルバム『Extreme Aggression』をリリース。その後、イェルクが脱退し後任に元ソドムのフランク・"ブラックファイヤー"・ゴトツィックを迎え、アメリカへ進出した。

### 1990年代
- 1990年、5thアルバム『Coma of Soul』をリリース。

- 1992年、6thアルバム『Renewal』をリリース。デスメタルで有名なアメリカフロリダ州タンパの「モリサウンド・スタジオ」でレコーディングされた（プロデューサーはトム・モリス）。このアルバムではスラッシュ色が後退し、インダストリアル的アプローチをみせる。

- 1993年、アルバムリリースにおけるツアーの一環として4月に初めての日本公演を行った。秋にオリジナルメンバーのベーシストだったロブ・フィオレッティが脱退し、後任にアンドレアス・ヘルツが加入する。

- 1994年に、ユルゲン・"ヴェンター"・レイルが一時脱退。後任に元ウィップラッシュのジョー・カンゲロッシが加入。

- 1995年、アンドレアス・ヘルツが脱退し、後任にクリスチャン・"スピーシー"・ギースラーが加入。同年、エピック・レコードとの契約が切れバンドはGUNレコードと契約し7thアルバム『Cause for Conflict』をリリース。本アルバムは『Renewal』の雰囲気を残しつつ、ハイスピードな演奏と叫ぶミレのボーカルとややスラッシュ色が回帰した作風となっている。

- 1996年、フランク・"ブラックファイアー"・ゴトツィックとジョー・カンゲロッシが脱退。後任に元コロナーのトミー・ヴェッターリが加入し、ユルゲン・"ヴェンター"・レイルがバンドに復帰。

- 1997年、8thアルバム『Outcast』をリリース。本アルバムは全曲ミドルテンポで構成される。

- 1999年、9thアルバム『Endorama』をリリース。本アルバムではピアノやシンセサイザーがフィーチャーされた作風になってる他、ミレのボーカルがクリーンボーカルと叫ぶスタイルを使い分けたメリハリのあるものになった。アルバムからは『Chosen Few』がシングルカットされる。

### 2000年代
- 2001年、ギタリストがワルタリのサミ･ウリ＝シルニヨに交代し、アンディ・スニープのプロデュースによる10thアルバム『Violent Revolution』をリリース。再びスラッシュ路線に戻った。

- 2003年、6月にライブアルバム『Live Kreation』及び同内容のDVDをリリース。

- 2004年、6月より再びアンディ・スニープをプロデューサーに迎えアルバムのレコーディングを行う。

- 2005年、1月に11thアルバム『Enemy of God』をリリース。ドイツのチャートで19位にランクイン。同年9月に日本で行われた「THRASH DOMINATION 05」では、テスタメント、デストラクション、ラーズ・ロキットと共に2度目の来日公演を行った。

- 2009年、12thアルバム『Hordes Of Chaos』をリリース。同年9月に日本で行われた「THRASH DOMINATION 09」で、テスタメント、エクソダス、ヒーゼンとともに3度目の来日公演を行った。

### 2010年代
- 2012年、13thアルバム『Phantom Antichrist』をリリース。

- 2014年、『LOUD PARK 14』にて9年ぶりに来日。

- 2016年1月、『THRASH DOMINATION 2016』にて、デストラクション、ダーク・エンジェルと共に来日。

- 2017年1月、14thアルバム『Gods Of Violence』をリリース[5]。同年9月、ポーランドのデスメタル・バンド「ヴェイダー」とともに6度目となる来日公演[6][7]。

- 2019年9月、長年在籍したベーシスト クリスチャン・"スピーシー"・ギースラーが降板、元ドラゴンフォースのフレデリク・ルクレールに交代した[8]。

### 2020年代
- 2020年3月、新曲「666 - World Divided」を公開[9]。

## スタイル

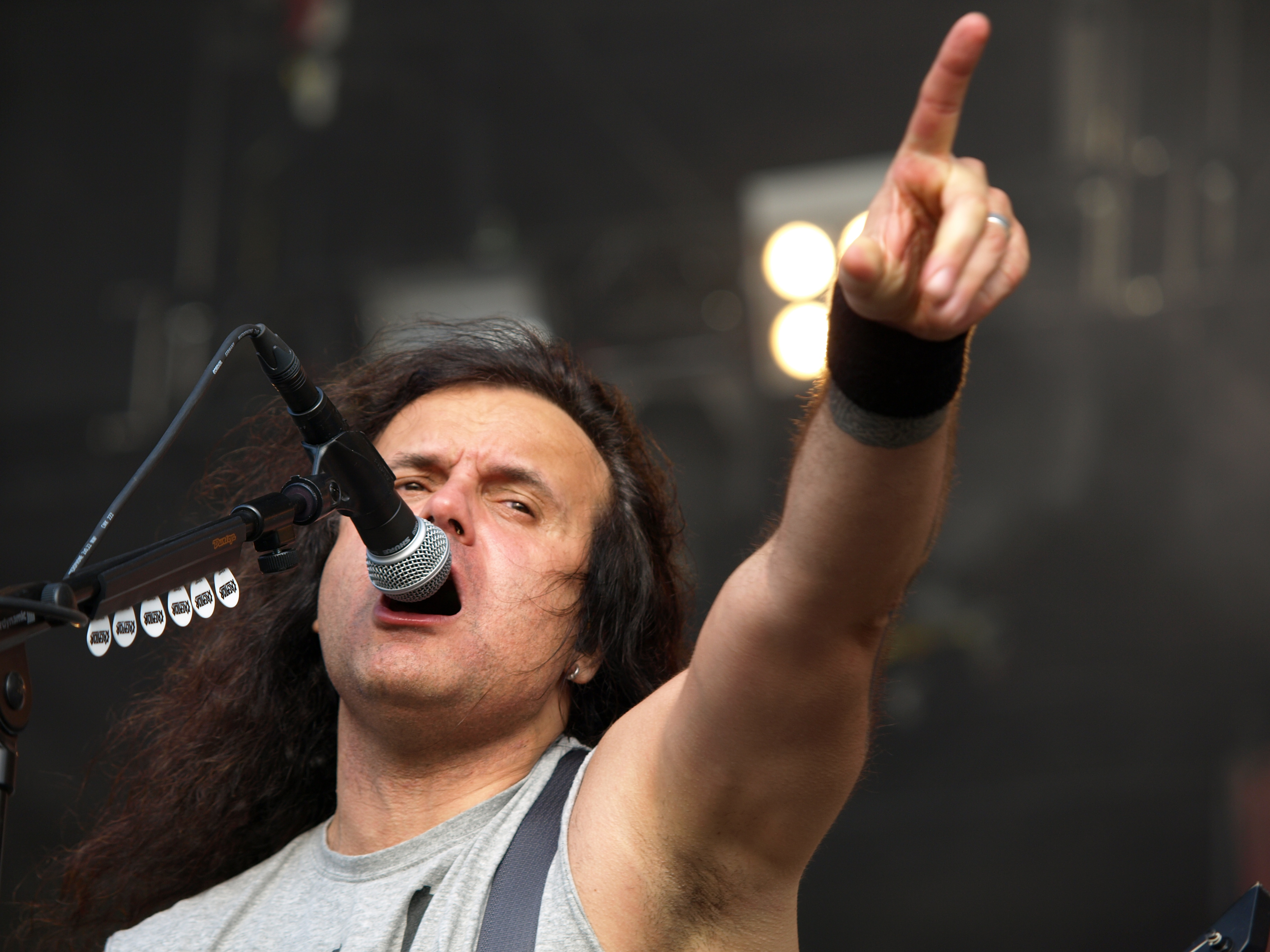
ボーカルとギターを担当する主宰ミレ・ペトロッツァ

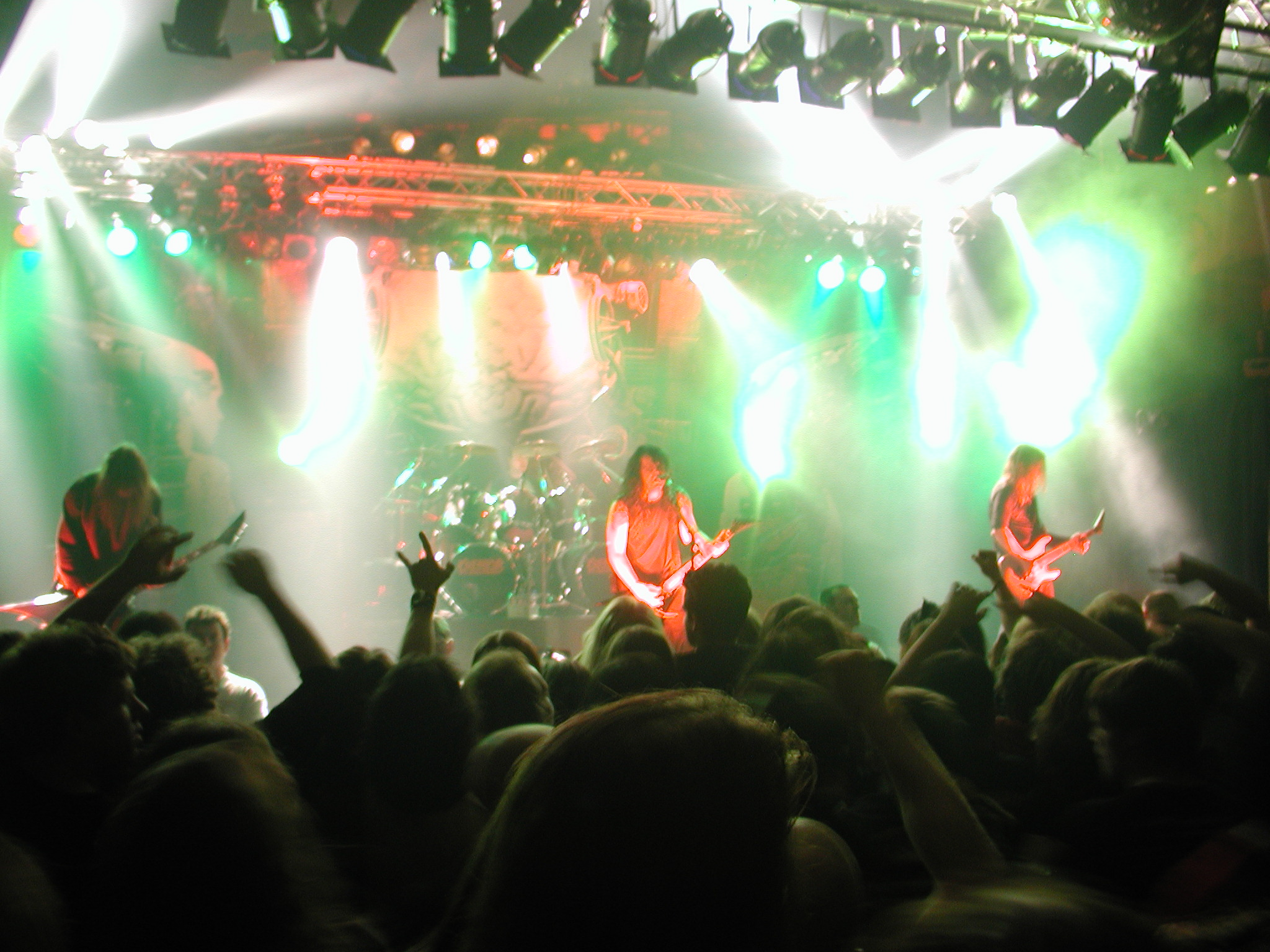
原点回帰を含んだ2005年のライブ

- 初期の彼らの楽曲は、ミレ・ペトロッツァのヒステリックなボーカルに、演奏力が追いつかない程の高速なリズムで展開していく猪突猛進なスラッシュスタイルで、2ndアルバム『Pleasure To Kill』では、当時最速のメタルバンドの一つと言われていたスレイヤー以上に高速なサウンドが評価された。その後3rdアルバム『Terrible Certainty』、4thアルバム『Extreme Aggression』では若干スピードが押さえめになったが、アルバムごとに演奏力や楽曲構成はそれ以前のアルバムと比べ向上し、独特のリフ展開とあいまって世界中で人気を得ることになった。続く5th『Coma Of Soul』では、新加入したフランク・ブラックファイヤーによるメロディアスなギタープレイもフィーチャーされ、前作までの硬派なメタル要素をとりいれつつ、それに捉われないテイストを積極的に取り入れ、バラエティ豊かな曲調が収録されるようになった。

- だが、その後の彼らは1990年代初頭の「メタリカ」の『ブラックアルバム』の大ヒットやパンテラの出現、そしてグランジブームなどの影響で、メガデス、アンスラックス、エクソダスらがこぞってスピード主体の曲からグルーブ主体の曲に変わっていったように、当バンドもスピード主体の曲からインダストリアル要素やゴシック要素を取り入れたり、ギター・ソロを排したりと試行錯誤を繰り返した。またミレも叫ぶのを止め、メロディを歌う唄法に移行してしまった。ゴシック路線では新たなファンを獲得したものの、初期のファンの多くからは失望をもって迎えられてしまい、世界的にヘヴィメタルが下火になっていった事も相まって、活動規模も縮小されることになった。後にミレ自身は、この頃を「アイデンティティの危機に陥っていた」と評している。

- しかし、2000年頃からアンスラックス、エクソダス、テスタメントらによる初期スタイルへの回帰ブームに合わせる形で、2001年の『Violent Revolution』からは、再びスピーディな曲に乗せミレがヒステリックに叫ぶスラッシュ路線へ回帰し、再び人気を得ることに成功した。だが、単に初期の頃のようなスピーディーな部分だけでなく、中期に実験を重ねたメロディアスな部分もバランスよく曲に盛り込まれている。続く2005年の『Enemy Of God』以降のアルバムでもその路線をアップデートし続けている。

## メンバー
※2020年5月時点 

### 現ラインナップ
- ミランド・"ミレ"・ペトロッツァ (Miland "Mille" Petrozza) - ボーカル/ギター (1982- ) 1967年11月18日生まれ

- サミ・ウリ＝シルニヨ (Sami Yli-Siriniö) - ギター (2000- ) 1972年4月10日生まれ
フィンランド人で、ワルタリにも在籍。他にティアマットのアルバムにも参加していた。
- フレデリク・ルクレール (Frédéric Leclercq) - ベース (2019- )
フランス人で、ドラゴンフォース、ヘヴンリーでも活動していた。
- ユルゲン・"ヴェンター"・レイル (Jürgen "Ventor" Reil) - ドラムス (1982-1994, 1996- ) 1966年6月26日生まれ。
設立者の一人。3rdまでは一部の楽曲でヴォーカルを担当している。

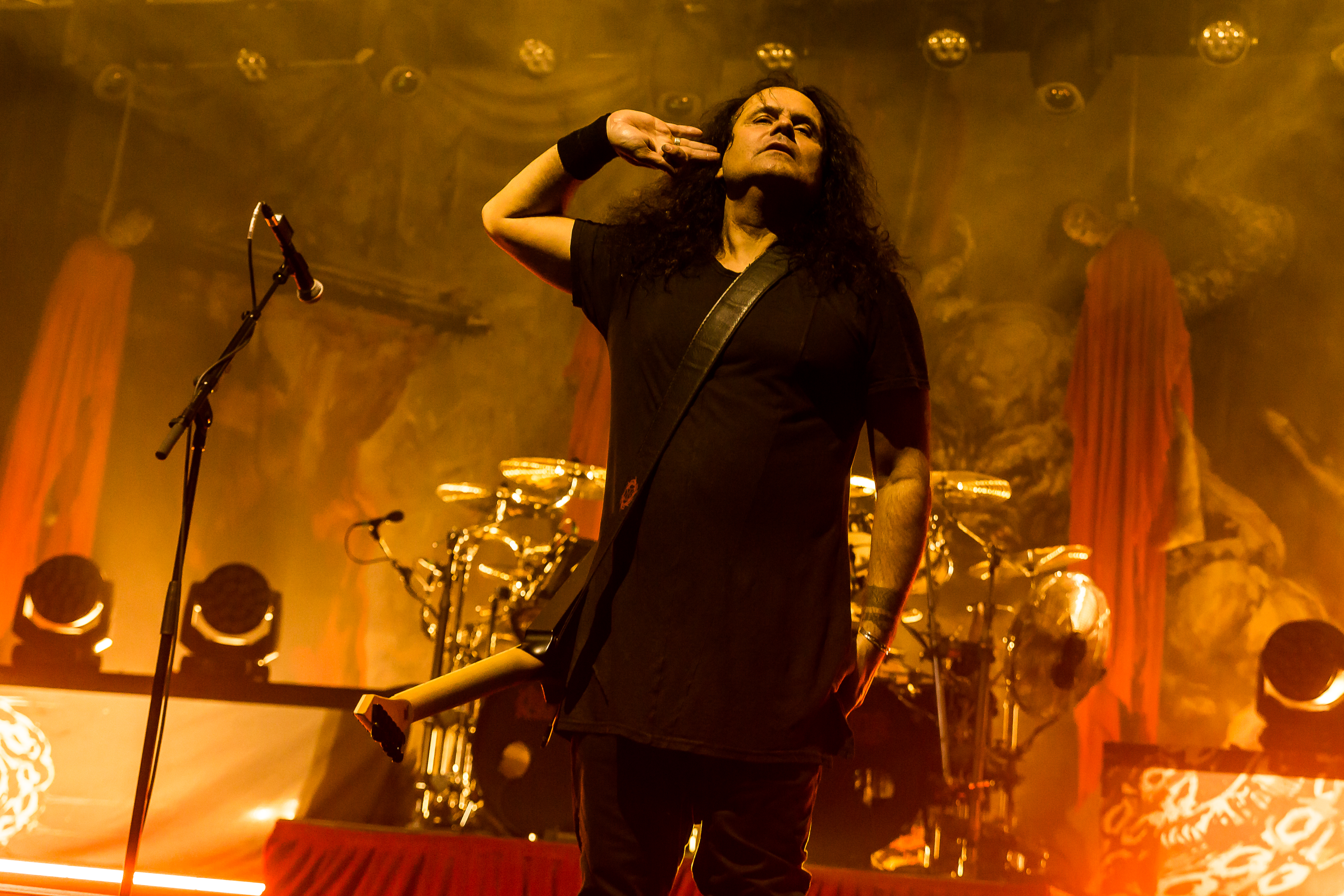
ミレ・ペトロッツァ (Vo/G) 2023年
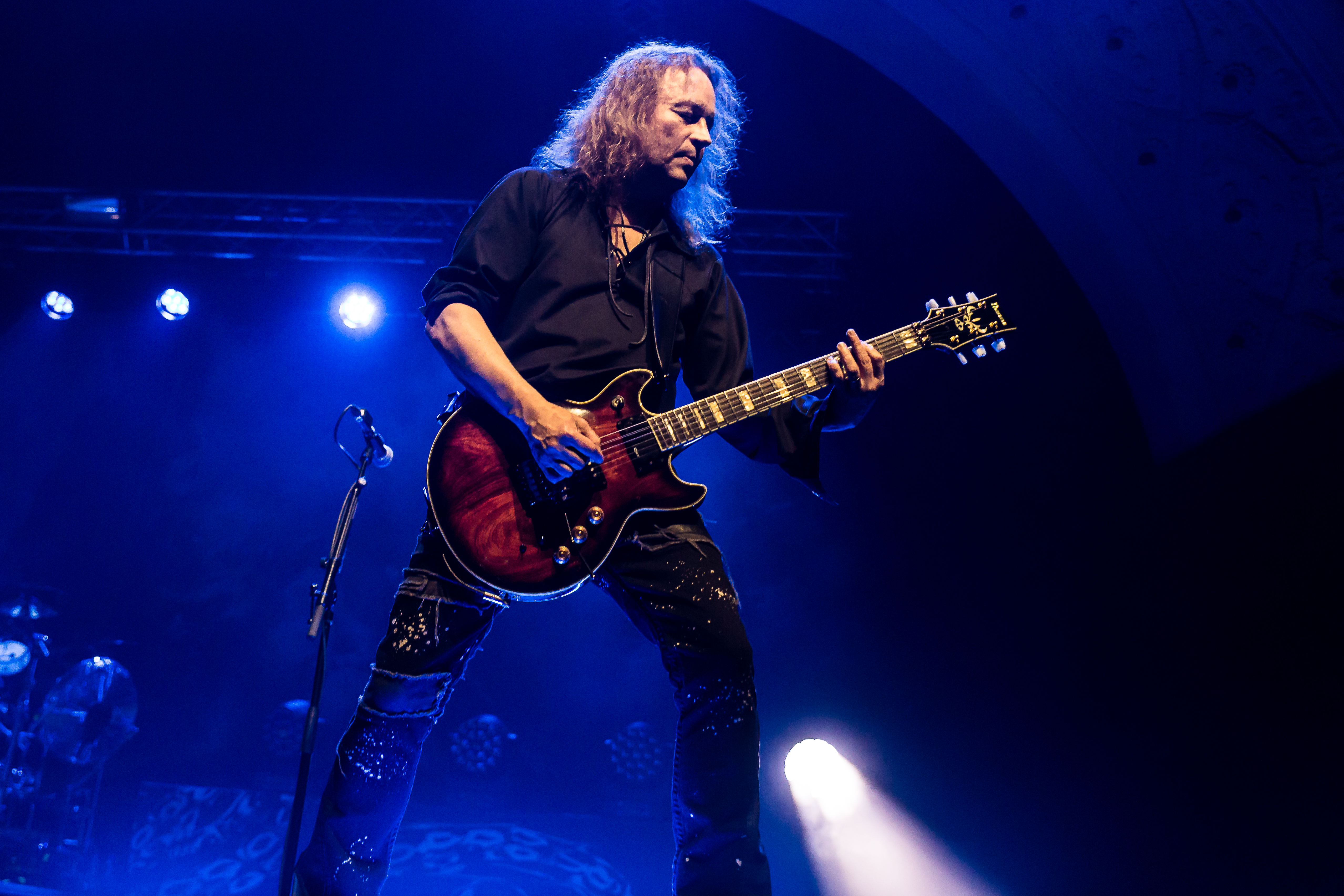
サミ･ウリ＝シルニヨ (G) 2023年
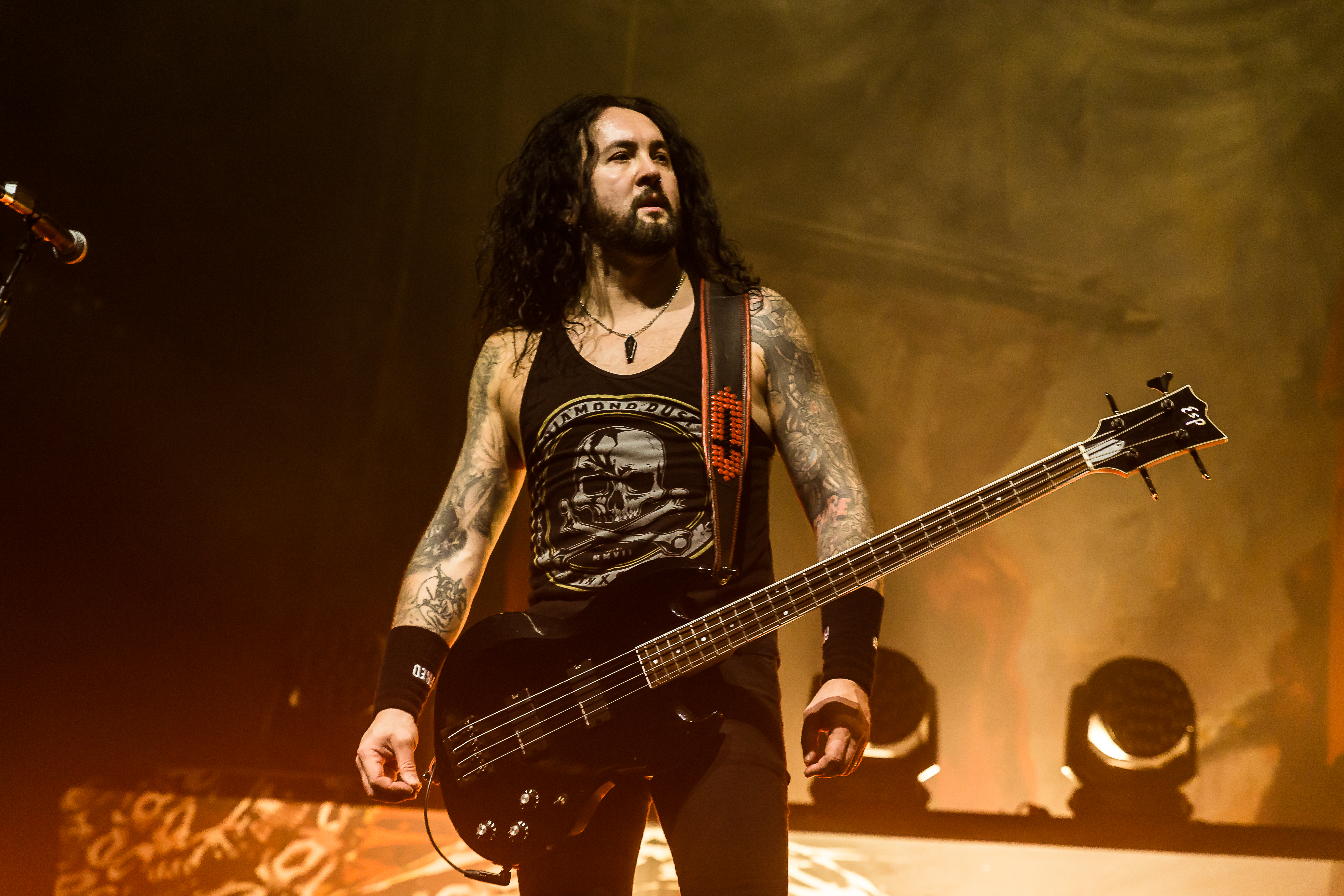
フレデリク・ルクレール (B) 2023年
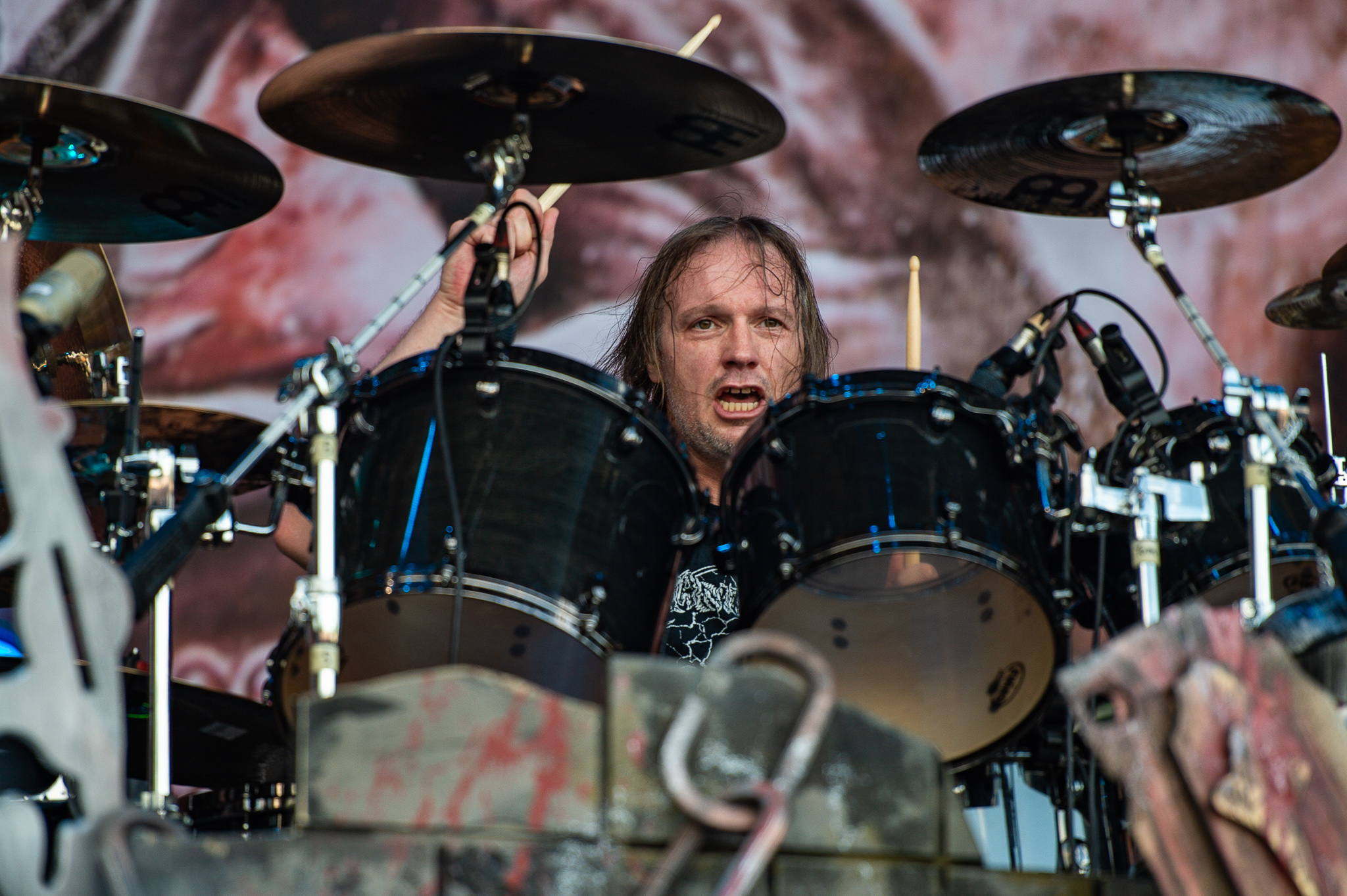
ヴェンター・レイル (Ds) 2018年

### 旧メンバー
- ミヒャエル・ウルフ (Michael Wulf) - ギター (1986)
元ソドム。ソドム時代はデストラクターという芸名を名乗っていた。脱退後の1993年に事故により逝去。
- イェルク・"トリッツェ"・トレビアトウスキー (Jörg "Tritze" Trzebiatowski) - ギター (1986-1989)
- フランク・"ブラックファイアー"・ゴトツィック (Frank "Blackfire" Gosdzik) - ギター (1989-1996)
ソドム出身で、『Agent Orange』レコーディング後に脱退し、移籍という形でクリーターに加入。2018年にソドムに復帰した。
- トミー・ヴェッターリ (Tommy Vetterli) - ギター (1996-2001)
スイスのスラッシュメタルバンド、コロナーの元ギタリスト。
- ロブ・フィオレッティ (Rob Fioretti) - ベース (1984-1992)
- アンドレアス・ヘルツ (Andreas Herz) - ベース (1992-1995)
- クリスチャン・"スピーシー"・ギースラー (Christian "Speesy" Giesler) - ベース (1994-2019) 1970年7月4日生まれ
- ジョー・カンゲロッシ (Joe Cangelosi) - ドラムス (1994-1996)
アメリカのスラッシュメタルバンド、ウィップラッシュの元ドラマー。

## ディスコグラフィー

### アルバム
- 1985年　Endless Pain
- 1986年　Pleasure to Kill
- 1987年　Terrible Certainty
- 1989年　Extreme Aggression
- 1990年　Coma of Souls
- 1992年　Renewal
- 1995年　Cause for Conflict
- 1997年　Outcast
- 1999年　Endorama
- 2001年　Violent Revolution
- 2005年　Enemy of God
- 2009年　Hordes of Chaos
- 2012年　ファントム・アンティクライスト（原題：Phantom Antichrist）
- 2017年　Gods of Violence
- 2022年　Hate Über Alles

### シングル・EP
- 1986年　Flag of Hate - HM/HR雑誌「BURRN!」のレビューで、100点満点中4点という低評価を受けたことがある。
- 1987年　Behind the Mirror
- 1988年　Out of the Dark... Into the Light
- 1999年　Chosen Few
- 2012年　Phantom Antichrist
- 2012年　Civilization Collapse
- 2017年　Hail to the Hordes
- 2016年　Violence Unleashed
- 2020年　666 - World Divided

### ライブ・シングル
- 2020年　Violent Revolution (Live in Chile)

### ライブ・アルバム
- 2003年　Live Kreation
- 2013年　Dying Alive
- 2019年　Live At Dynamo Open Air 1998
- 2020年　London Apocalypticon (Live At The Roundhouse)

### コンピレーション
- 1989年　V.A. / Doomsday News I （Track:10にAfter The Attackを収録。後にPast Life Traumaにも収録されている。）

- 1990年　V.A. / Doomsday News Ⅲ -Thrashing East Live-

（1990年3月4日に東ベルリンで行われたライブ音源を収めたオムニバス。クリーターはFlag Of HateとRiot Of Violenceが収録されている。）
- 1996年　Scenarios Of Violence
- 1999年　Voices Of Transgression
- 2000年　Past Life Trauma

### ライブ・ビデオ
- 1992年　Hallucanative Comas
- 1990年　Extreme Aggression Tour 1989-1990 Live In East-Berlin
- 2003年　Live Kreation - Revisioned Glory (DVD)
- 2008年　At The Pulse Of Kapitulation (DVD)

前述の「Hallucinative Comas」と「Extreme Aggression Tour 1989-1990」をセットにしてDVD化したもの。
- 2013年　Dying Alive

## 補足・備考
- バンド名のカタカナ表記について：EPIC・ソニーより初めて日本盤がリリースされた4thアルバム『Extreme Aggression』では「クリーター」と表記されていたが、ビクターJVCよりリリースされた6thアルバム『Renewal』以降は表記が「クリエイター」に変更された。日本クラウンからリリースされた10thアルバム『Violent Revolution』以降は再び「クリーター」に表記が変更された。その後 日本コロムビアに移り、13thアルバム『Phantom Antichrist』から再び「クリエイター」となった。その後、ケイオスレインズに移ってからもクリエイター表記のままである。
正しい発音は「クリエイター」である。[10]
- 11thアルバム『Enemy of God』の「Murder Fantasies」ではアーチ・エネミーのマイケル・アモットがゲストで参加してギター・ソロを弾いている。これはプロデューサーのアンディ・スニープの縁によるものと思われる。
- そのアンディ・スニープだが、かつて彼が在籍していたイギリスのスラッシュメタルバンド・サバトとはライブで共演したことがあり、そのライブの様子が『V.A. / Doomsday News Ⅲ-Thrashing East Live-』としてCDとVHSでリリースされている。また、後にギタリストとして加入するトミー・ヴェッターリも、当時在籍していたスイスのスラッシュメタルバンド・コロナーのメンバー（トミー・T・バロンの名で活動していた）として共演している。
- ミレ・ペトロッツァはエドガイの『Hellfire Club』の「Mysteria」でボーカルでゲスト参加した。
- 12thアルバム『Hordes Of Chaos』では『Pleasure To Kill』以来であるベーシック・トラックをライヴ・レコーディングで収録するという手法がとられている[11]。
- 13thアルバム『Phantom Antichrist』について、ミレは「真実だと思っていたことが実は人を操るマスコミや支配者たちの手口だったらどうする、そういうことを考えた時に作ったアルバム」だと語っている[11]。